# Dionis Prifti
Dionis Prifti – albański pisarz i programista.

## Życiorys
W dzieciństwie zagrał w dwóch filmach fabularnych, występował także w teatrze.
Ukończył studia z zakresu informatyki, pracował następnie jako programista. W 2021 roku rozpoczął karierę pisarską wydając opowiadanie dla dzieci pt. Bar Sahara.

## Nagrody
- I miejsce na Międzynarodowym Festiwalu Prokult w Podujevie (2013)[1]
- I miejsce na IV edycji Festiwalu Literackiego dla Młodzieży (2018)[1]
- nagroda Kadare za utwór pt. Dy javë nën balonë (2024)[1][2][3]